# Zalán Vancsa
Zalán Vancsa (Budapest, 27 de octubre de 2004) es un futbolista húngaro que juega en la demarcación de extremo para el Roda JC Kerkrade de la Eerste Divisie.

## Selección nacional
Tras jugar con la selección de fútbol sub-15 de Hungría, la sub-16 y la sub-19, finalmente hizo su debut con la selección absoluta el 7 de junio de 2022 en un encuentro de la Liga de Naciones de la UEFA 2022-23 contra Italia, partido que finalizó con un resultado de 2-1 a favor del combinado italiano tras los goles de Nicolò Barella y Lorenzo Pellegrini para Italia, y un autogol de Gianluca Mancini para Hungría.

## Clubes
| Club                      | País         | Año       | Partidos | Goles |
| ------------------------- | ------------ | --------- | -------- | ----- |
| MTK Budapest FC           | Hungría      | 2020-2022 | 24       | 2     |
| Lommel SK                 | Bélgica      | 2022-2024 | 60       | 14    |
| K. A. A. Gante (cedido)   | Bélgica      | 2024-2025 | 3        | 0     |
| Roda JC Kerkrade (cedido) | Países Bajos | 2025-     | 13       | 0     |